# Tàngara de matollar cendrosa
La tàngara de matollar cendrosa (Chlorospingus semifuscus) és un ocell de la família dels passerèl·lids (Passerellidae).

## Hàbitat i distribució
Habita el bosc molsós, clars i selva pluvial dels Andes de l'oest de Colòmbia i oest de l'Equador.